# Tjokorda Gde Rake Sukawati

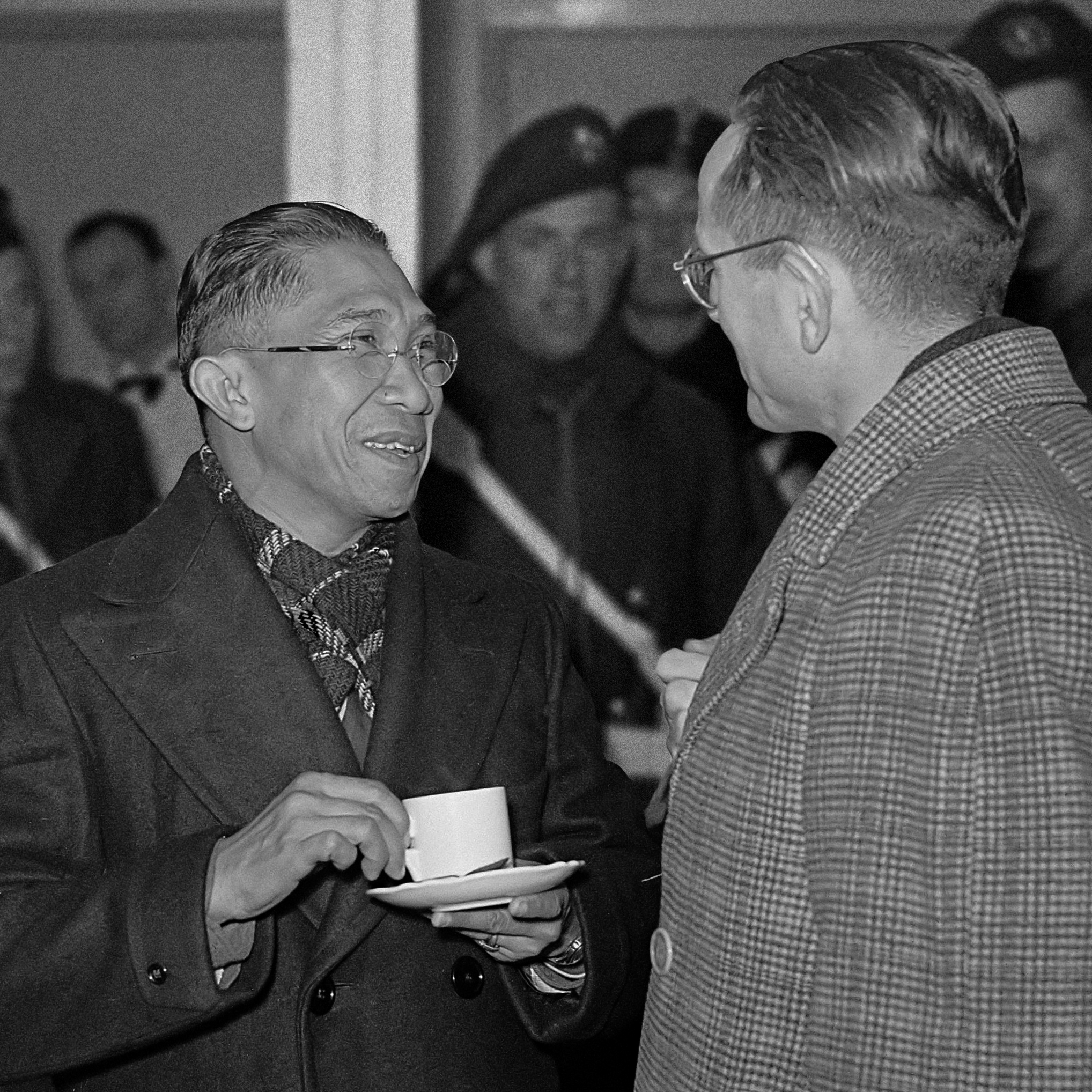
Tjokorda Gde Rake Sukawati (1947)

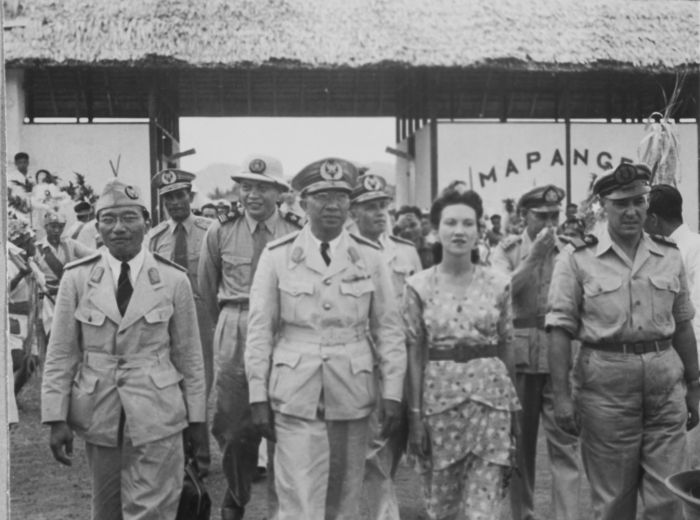
Sukawati met zijn Franse vrouw tijdens een bezoek aan de Minahasa op Celebes

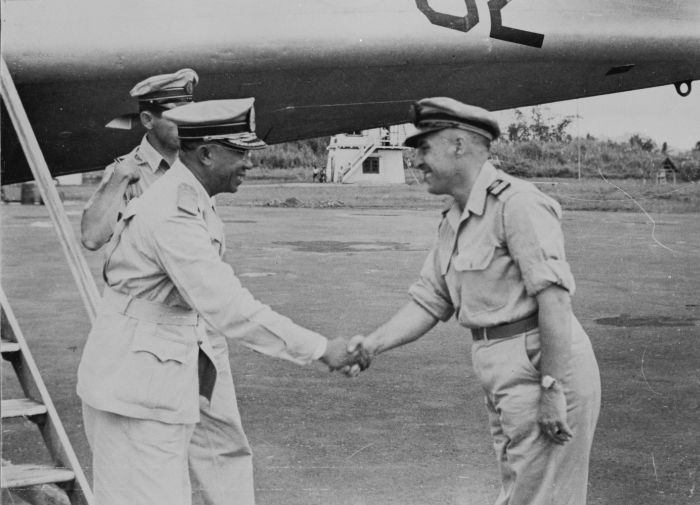
Begroeting van president Sukawati van Oost-Indonesië door resident H.H. Morison op een vliegveld op Celebes.

Tjokorda Gde Rake Sukawati, (Ubud, (Gianyar, Bali), 15 januari 1899 - 1967) werd tijdens de conferentie van Denpasar van 24 december 1946 tot 1950 president van de deelstaat Oost-Indonesië. Zijn titel Tjokorde Gde duidt aan dat Sukawati behoorde tot de hoogste kesatrija (kesatrij behoort tot één de vier adelskasten op Bali). In 1933 trad hij in huwelijk met een Franse vrouw.

## Eerste studiejaren
Sukawati doorliep in zijn jonge jaren de opleidingsschool voor Indonesische ambtenaren. In 1918 werd hij als candidaat-Indonesisch-ambtenaar aangesteld als controleur van Bandoeng. Aan het einde van hetzelfde jaar werd hij mantripolitie (een titel voor inheemse ambtenaren) te Denpassar. In 1919 had hij politieke ambities en werd hij bevorderd tot Poenggawa (districtshoofd) van zijn geboorteplaats Oeboed. In 1924 werd hij gekozen tot lid van de Volksraad, die hij uitoefende tot 1927. Daarna, in datzelfde jaar, werd hij lid van het college van gedelegeerden van de volksraad volgde. Eind 1931 vertrok hij met een studieopdracht naar Europa en trad eerst op als hoofd van de Balische afdeling van de Nederlandse expositie op de internationale koloniale tentoonstelling te Parijs. Vervolgens begaf hij zich naar Nederland voor zijn eigenlijke studieopdracht, behelzende de bestudering van het coöperatiewezen in de landbouw en de veeteelt, waarover hij bij zijn terugkeer in Indië in 1932 een rapport indiende. Tot 1931 bleef Sukawati lid van het college van gedelegeerden en tot de Japanse invasie bleef hij lid van de volksraad.

## Politieke loopbaan
Hij nam, na zijn terugkeer in 1932, zitting in verschillende commissies, zoals in de Agrarische commissie - waar hij samen met prof. Logemann zich o.a. bezighield met het probleem van de Indonesische grondrechten. Bovendien werd hij na zijn terugkeer uit Europa ter beschikking gesteld als resident van Bali en Lombok en werd daarnaast ook nog belast met de rechtspraak in Boeleleng-Bandoeng en Karangaseni. Een jaar na de Japanse capitulatie begon hij aan zijn politieke loopbaan. In juli 1946 was hij afgevaardigd te Malino, waar hij voorzitter was van de contact-commissie. Op deze conferentie werd hij bovendien gekozen als lid van de adviesraad voor Borneo en de Oost-Indonesië. Op de conferentie van Denpassar was hij wederom voorzitter van het comité-generaal. Eind augustus 1946 verbleef hij, samen met de sultan van Pontianak, een korte tijd in Nederland om voorlichting te geven over de conferentie van Malino.

## President van Oost-Indonesië
Op 24 december werd hij op de conferentie van Denpassar gekozen als interim-president van de deelstaat Oost-Indonesië (Negara Indonesia Timur). De "Republik Indonesia" zag het als een marionettenstaat van Nederland, althans tot het moment dat minister-president Anak Agung gde Agung er door middel van zijn zogenaamde "Synthese-politiek" (samenwerking met de Republiek) in slaagde de deelstaat in 1948 door de regering-Soekarno/Hatta erkend te krijgen als toekomstige "mede-deelstaat" in de (federatieve) Verenigde Staten van Indonesië (Republik Indonesia Serikat, RIS). Het wantrouwen bleef echter. Dit omdat er in het bestuur van Oost-Indonesië vooral in het begin, Nederlanders deelnamen en dat het KNIL prominent aanwezig was. Dat laatste was wel nodig, want op bepaalde plekken zoals in Zuid-Celebes was er veel onrust, veroorzaakt door pemoeda's. De eerste regeringen werden gekenmerkt door fraude en corruptie, maar onder minister-president Agung werd dat anders. Toen Nederland de soevereiniteit in 1949 aan de RSI overdroeg, kwam de deelstaat in problemen. De Republiek zond troepen naar Celebes, waartegen de oud-KNIL-commandant Andi Aziz in opstand kwam. Sukawati zat waarschijnlijk in het complot, maar dat is nooit bewezen. Ook is nog overwogen een onafhankelijke staat Oost-Indonesië uit te roepen, maar dat mislukte doordat Nederland niet wilde meewerken. De opstand verliep, het parlement stuurde de regering naar huis en hief de deelstaat op. Sukawati had geen andere keuze meer dan op te gaan in de eenheidsstaat Indonesië en stemde dan ook positief toen Soekarno op 17 augustus 1950 Indonesië uitriep tot eenheidsstaat.

## Werk
- Legende over den oorsprong van de rijst en Godsdienstige gebruiken bij den rijstbouw onder de Baliërs, 12 blz. uitgegeven in 1926
- Hoe de Baliër zich kleedt, 23 blz. uitgegeven in 1926
- De strĳd over Bali en de zending de waarde van Dr. Kraemer's boek door Roelof Goris, met een voorwoord van Tjokorde Gede Rake Sukawati.79 blz. uitgegeven in 1933